# Villanueva de la Concepción
Villanueva de la Concepción település Spanyolországban, Málaga tartományban. Villanueva de la Concepción Antequera, Casabermeja és Almogía községekkel határos. Lakosainak száma 3286 fő (2024).

## Népesség
A település népessége az elmúlt években az alábbi módon változott:
| Lakosok száma | 3443 | 3465 | 3429 | 3341 | 3290 | 3288 | 3288 | 3277 | 3302 | 3286 |
|               | 2011 | 2012 | 2014 | 2015 | 2017 | 2018 | 2020 | 2021 | 2023 | 2024 |